# Galeria de Artă din Geelong
Galeria de Artă din Geelong, cunoscută în prezent sub numele de Galeria din Geelong, este o galerie regională importantă din orașul Geelong din Victoria, Australia. Galeria are peste 6.000 de opere de artă în colecția sa. Galeria este formată din Incinta Culturală din Geelong alături de Biblioteca din Geelong și Centrul de Patrimoniu Geelong adiacent (Biblioteca Regională din Geelong și Centrul de Patrimoniu din Geelong), Centrul de Artă din Geelong și Tribunalul din Geelong (găzduiește Teatrul Back to Back și Platform Arts).

## Istorie
O galerie de artă pentru Geelong a fost solicitată pentru prima dată în 1895 de către membrii Geelong Progress League. În mai 1900, Asociația Galeriilor de Artă din Geelong a primit permisiunea de a folosi trei pereți din Primăria din Geelong pentru a expune lucrări de artă. Printre primele achiziții făcute a fost pictura A Bush Burial a lui Frederick McCubbin din 1890, care a costat 100 de guinee (210 dolari americani) la acea vreme. La 31 mai 1900, la primărie a avut loc deschiderea oficială a Galeriei de Artă din Geelong. A prezidat S. Austin, iar primarul Alderman Carr a ținut un discurs în care a declarat oficial că este deschis publicului.
Galeria a fost mutată în curând în Clădirea Bibliotecii Libere din strada Moorabool (între străzile Malop și Corio).
În martie 1903, două acuarele despre viața colonială din Victoria au fost prezentate Galeriei de Artă din Geelong de către G.M. Hitchcock. Una îl înfățișează pe William Buckley „sălbaticul alb ”. Cealaltă acuarelă este a interiorului primului birou de ziar din Melbourne.

## Clădirea
Actuala galerie din Geelong a fost deschisă oficial în 1915 și a fost ridicată ca un memorial al regretatului George M. Hitchcock. Este situat în partea de sud a Parcului Johnstone, între Primărie și fosta stație de pompieri, acum ocupată de Biblioteca și Centrul de Patrimoniu din Geelong. Clădirea inițială a constat dintr-un portic și un vestibul cu vedere spre parc și Galeria G. M. Hitchcock.
Primele adăugări la galerie au avut loc în 1928, când a fost deschisă Galeria Henry P. Douglas, urmată de Galeria H.F. Richardson în 1937. Intrarea principală în galerie a fost mutată pe strada Little Malop odată cu deschiderea galeriei J.H. Galeria McPhillimy de către prim-ministrul de atunci Joseph Lyons în 1938. A urmat o extindere ulterioară în 1956 și una în 1971, renovări contemporane având loc în 2001 și 2017.

## Colecții
Galeria are o colecție de peste 6.000 de obiecte australiene și internaționale, inclusiv scrieri pe hârtie, picturi, artă decorativă și sculptură. Articolele individuale ale colecției pot fi vizualizate pe site-ul web al colecției Geelong Gallery.